# إيفان كازاس
إيفان كازاس (بالإسبانية: Iván Mauricio Casas) هو دراج كولومبي، ولد في 12 يونيو 1980 في تونخا في كولومبيا.

## وصلات خارجية
- إيفان كازاس على موقع الاتحاد الدولي للدراجات (الإنجليزية)
- إيفان كازاس على موقع أرشيف الدراجات (الإنجليزية)
- إيفان كازاس على موقع إحصائيات الدراجات الإحترافية (الإنجليزية)
- إيفان كازاس على موقع نسبة الدراجات (الإنجليزية)